# CHIREC
CHIREC, afkorting van Centre Hospitalier Interrégional Edith Cavell, is een ziekenhuisgroep in Brussel en Waals-Brabant. Het is genoemd naar de Britse verpleegster Edith Cavell.
Het bestaat uit vijf ziekenhuissites:
- Delta Ziekenhuis  in Oudergem
- Sint-Anna Sint-Remi Ziekenhuis in Anderlecht
- Ziekenhuis Braine l'Alleud-Waterloo in Eigenbrakel
- Basiliek Ziekenhuis in Ganshoren
- Medisch Centrum Edith Cavell in Ukkel

Er zijn ook vier poliklinieken:
- Medisch Centrum Park Leopold in Elsene
- Medisch Centrum Europa-Lambermont in Schaarbeek
- City Clinic Louiza in Elsene
- Medisch Centrum Jean Monnet in Nijvel